# Yang Gyeong Il
Yang Gyeong Il (Lương Khánh Nhất) (sinh ngày 26 tháng 3 năm 1970) là một họa sĩ Hàn Quốc chuyên sáng tác truyện tranh manhwa và cả manga. Nguyên quán của ông là thành phố Nhân Xuyên của Hàn Quốc. Trong năm 2009, ông và người cộng sự lâu năm của mình - Youn In Wan (Doãn Nhân Hoàn) - gặt hái thành công với truyện ngắn một chương Akuma Bengoshi Kukabara (悪魔弁護士Kukabara) và họ bắt đầu phát triển truyện ngắn này thành loạt manga dài hơi Defense Devil đăng trên tạp chí Shonen Sunday.

## Tác phẩm
- Somasinhwajeongi
- Ám hành ngự sử
- Island
- Shirei-Kari
- Defense Devil
- March Story